# 萨布丽娜·范德斯洛特
卡塔琳娜·亨德丽卡·"萨布丽娜"·范德斯洛特（荷蘭語：Catharina Hendrica "Sabrina" van der Sloot，1991年3月16日—），荷兰女子水球运动员。她曾代表荷兰参加2020年和2024年夏季奥林匹克运动会水球比赛，其中2024年奥运会获得一枚铜牌。